# Aniba heterotepala
Aniba heterotepala är en lagerväxtart som beskrevs av H. van der Werff. Aniba heterotepala ingår i släktet Aniba och familjen lagerväxter. Inga underarter finns listade i Catalogue of Life.